# Кише, Герд
Герд Кише (нем. Gerd Kische; род. 23 октября 1951, Тетеров, Мекленбург — Передняя Померания) — немецкий футболист, игравший на позиции защитника. Выступал, в частности, за клуб «Ганза», а также национальную сборную ГДР. Олимпийский чемпион (1976).

## Клубная карьера
Родился 23 октября 1951 года в городе Тетеров. Воспитанник футбольной школы клуба «Пост» (Нойбранденбург), за основную команду которой выступал во втором дивизионе национального чемпионата.
Своей игрой привлёк внимание представителей тренерского штаба клуба «Ганза», к составу которого присоединился летом 1970 года. Сыграл за клуб из Ростока следующие одиннадцать сезонов своей игровой карьеры. Большую часть времени, проведённого в составе «Ганзы», был основным игроком защиты команды. Команда Герда в национальном первенстве в то время в основном боролась за выживание, и за это время трижды вылетала из Оберлиги, но каждый раз с первой же попытки (в 1975, 1977 и 1979 годах) Кише выигрывал с клубом второй дивизион и возвращался в высший дивизион. Всего в высшем дивизионе провёл 182 игр и забил 11 голов .
В течение 1981—1983 годов защищал цвета клуба «Бау» (Росток) во втором дивизионе, завершил игровую карьеру в родном «Посте» (Нойбранденбург) весной 1984 года.

## Выступления за сборную
16 августа 1971 года дебютировал в официальных матчах в составе национальной сборной ГДР в товарищеском матче против сборной Мексики (1:0).
В составе сборной был участником единственного для своей страны чемпионата мира 1974 года в ФРГ. На турнире он сыграл во всех шести матчах, а команда не преодолела второй групповой этап.
В 1976 году Кише в составе олимпийской сборной поехал в Монреаль на XXI летние Олимпийские игры, на которых сыграл во всех пяти матчах своей команды, ставшей чемпионом игр.
Всего в течение карьеры в национальной команде, которая длилась 10 лет, провёл в её форме 59 матчей .

## Титулы и достижения
- Олимпийский чемпион : 1976